# NetDDE
NetDDE (ang. Network Dynamic Data Exchange) - sieciowa wersja standardu wymiany danych DDE (ang. Dynamic Data Exchange).
NetDDE ma wszystkie właściwości DDE, rozszerzone o zastosowania sieciowe. Dzięki temu aplikacje, które są uruchomione na dwóch różnych komputerach, mogą dynamicznie wymieniać dane między sobą. Po utworzeniu tzw. udziału DDE (czyli DDE share), NetDDE zapewnia przesył danych pomiędzy maszynami. Udziały DDE, dają możliwość korzystania z usług, które są podobne do wspólnego wykorzystywania zasobów lub drukarek. Realizują one także wszelkie funkcje, które są związane z zagwarantowaniem bezpiecznego połączenia. Model ten, jest "rozwijany" w nowszych technologiach takich, jak: COM (czyli Component Object Model), DCOM (czyli Distributed Component Object Model) i (coraz bardziej popularny) ActiveX.